# Japanse kunst
Japanse grafische kunst beslaat een breed spectrum van kunstmedia, zoals keramiek, beeldhouwkunst, inktschilderingen, kalligrafie, ukiyo-e-houtsnedes, origami, bonsai en manga. Deze kunstvormen hebben zowel hun oorsprong in de Japanse samenleving als in invloeden van buitenaf, zoals China en het Westen.

## Geschiedenis
Japan heeft een lange kunstgeschiedenis, die een aanvang neemt met de eerste menselijke bewoning rond het 10e millennium v.Chr. Nieuwe ideeën zorgden voor abrupte veranderingen, maar Japan kende ook lange periodes van minimaal contact met de buitenwereld. In de loop der tijd werden buitenlandse invloeden geabsorbeerd en doorontwikkeld in diverse kunstvormen. Zo zorgde de introductie van het boeddhisme in de 7e en 8e eeuw voor de vroegste vormen van complexe kunst.
In de 9e eeuw begonnen de Japanse kunstenaars zich tegen de Chinese invloeden te keren en werd er teruggegrepen naar inheemse, seculiere kunstvormen. Tegen het eind van de 15e eeuw bloeiden zowel de religieuze als de seculiere kunst. Na de Onin-oorlog (1467–1477) heerste ruim een eeuw lang politieke, sociale en economische onrust. Vanaf de regering van het Tokugawa-shogunaat speelt georganiseerde religie een ondergeschikte rol in het dagelijkse leven en derhalve ook in de kunst.

## Kunstvormen
De Japanse kunst heeft zich tot de Asukaperiode (538–710) zelfstandig ontwikkeld. Sindsdien werden er regelmatig Chinese kunstwerken geïmporteerd en maakten Japanse kunstenaars een studie van de verschillende stijlen en technieken.
Met name de Chinese schilderkunst en kalligrafie hebben een grote invloed gehad in Japan. De Japanse schilderkunst is een van de voornaamste artistieke uitdrukkingen in Japan. Het wordt zowel door amateurs als geschoolde kunstenaars beoefend. Tot de moderne tijd schreven Japanners met een penseel. Hun vertrouwdheid met penseeltechnieken resulteerde in een voorkeur voor schilderkunst als medium voor artistieke expressie. Voor een traditioneel schilderwerk worden immers dezelfde materialen gebruikt. In de Edoperiode ontwikkelde de blokdrukkunst zich tot de kleurrijke ukiyo-e-kunst; een mengeling van Chinese, westerse en traditionele tradities.
De beeldhouwkunst wordt in Japan meestal geassocieerd met religies en is een iets minder populaire kunstvorm. Een voorbeeld wordt gevormd door de traditionele lantaarns, met name de stenen lantaarns (ishi-dōrō). Lantaarns en pagodes werden gebruikt bij Boeddhistische tempels, bij shintoïstische heiligdommen. Ook in theetuinen speciaal ontworpen modellen lantaarns gebruikt, zoals de stenen yukimigata tōrō en okigata tōrō. Met de verminderde invloed van het traditionele boeddhisme nam ook de vervaardiging van beeldhouwwerken af.
De Japanse keramiek neemt daarentegen een opvallende plaats in in de Japanse cultuur.
De Japanse architectuur kenmerkt zich door het gebruik van natuurlijke materialen en de interactie tussen binnen- en buitenruimte. Zeer oud is de bouw van aardbevingsbestendige, hoge pagodes, veelal van hout (bijvoorbeeld sōtō), maar ook van steen (bijvoorbeeld tasōtō). Veel typen pagodes hebben geen binnenruimte. Veel typen pagodes werden gebruikt bij tempels en heiligdommen, maar ook als (graf)monument voor monniken en aanzienlijke personen.

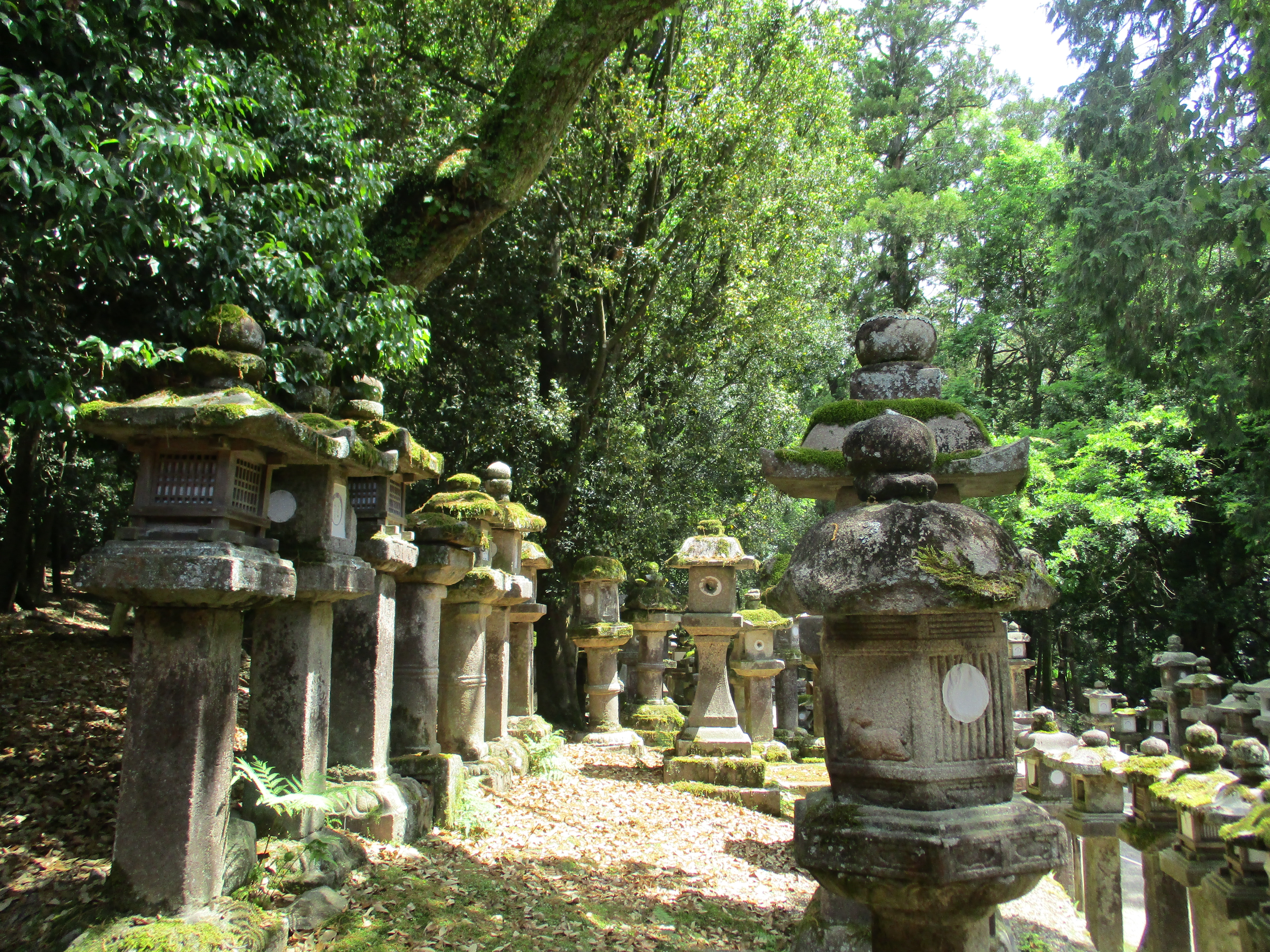
Kasuga Taisha (rij lantaarns)
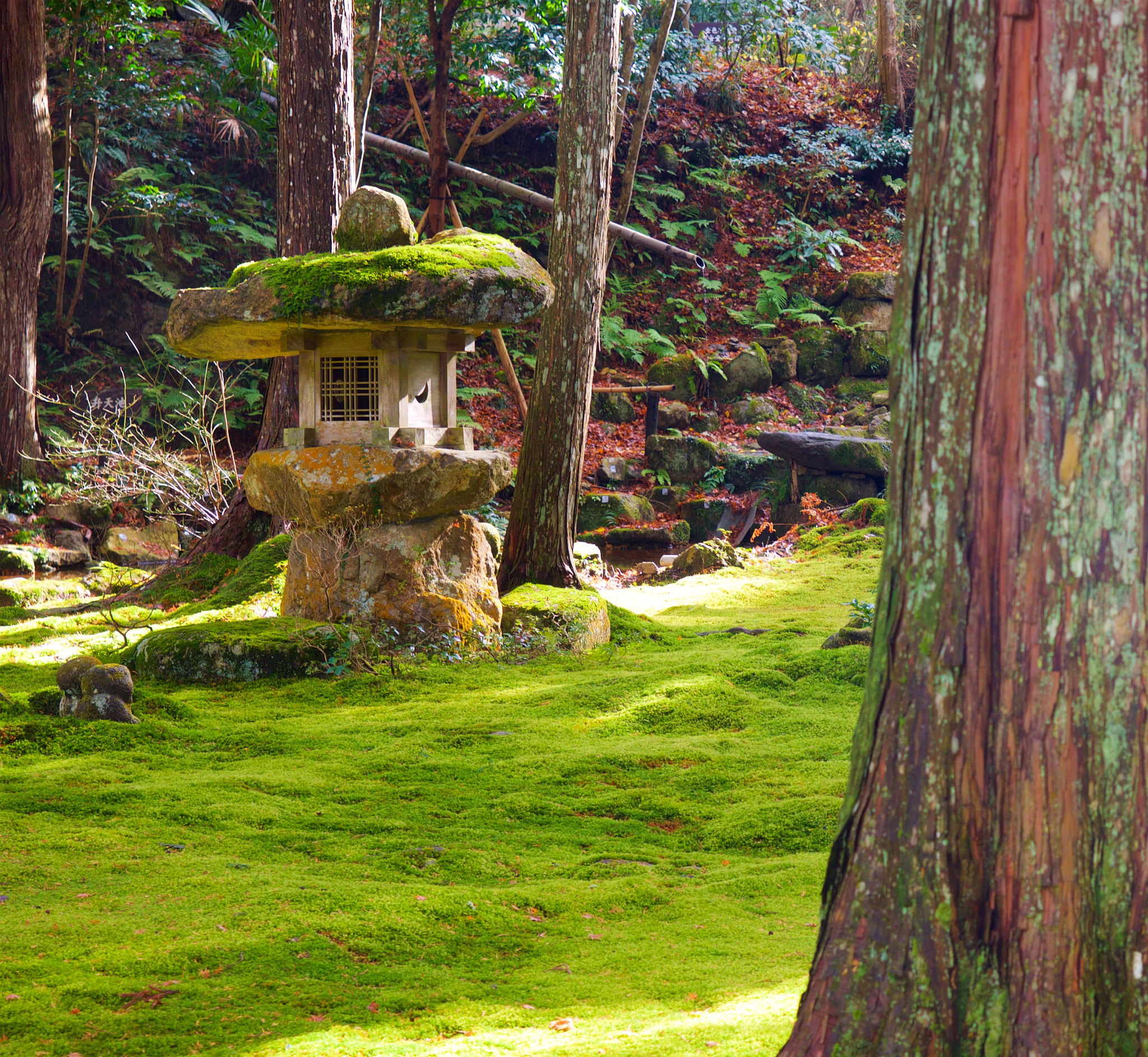
Nozura-dōrō in een mostuin
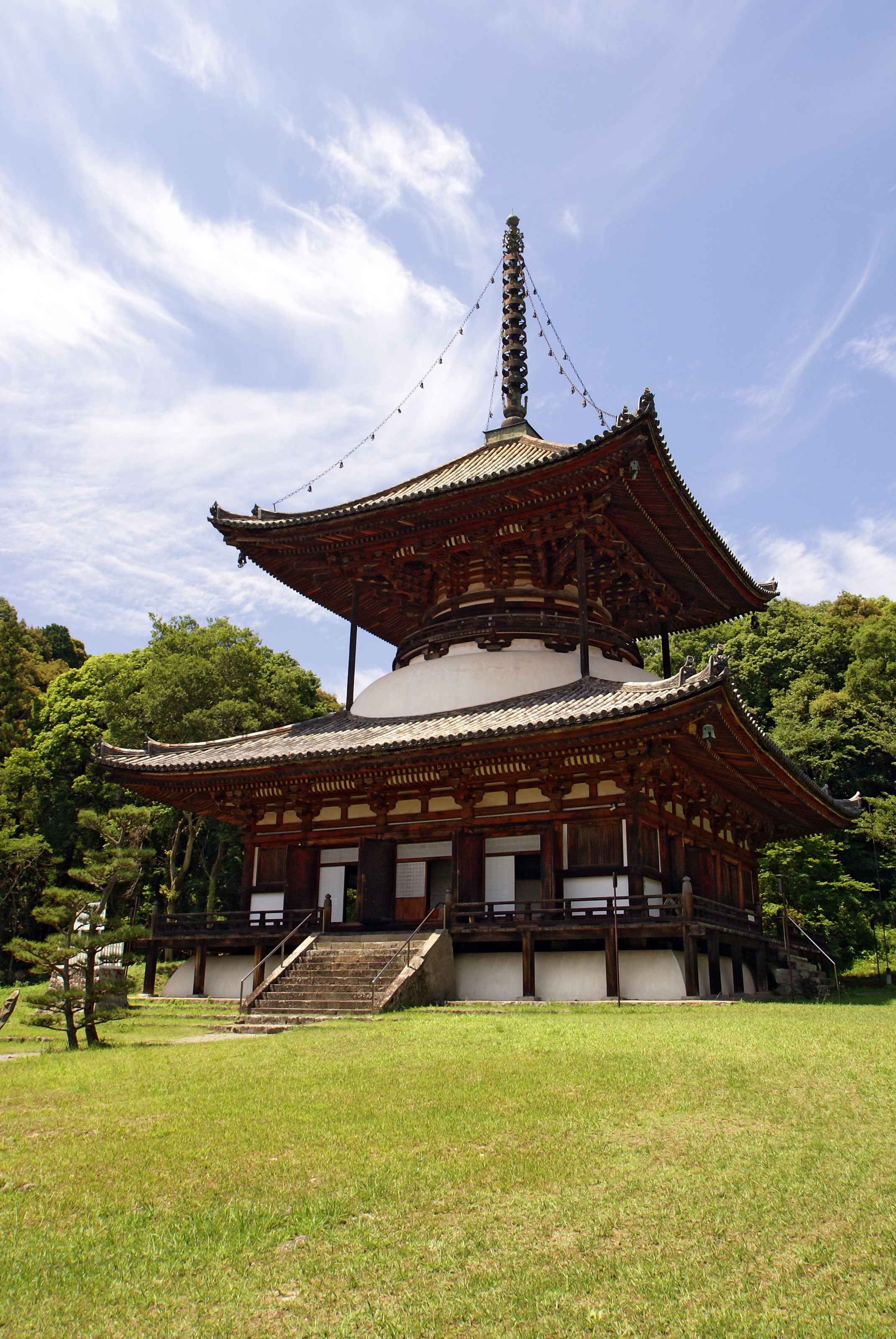
Daitō (grote pagode met 2 daken)

Het concept van de Japanse tuin is afgeleid van de Chinese tuin en werd samen met het taoïsme in Japan geïntroduceerd. Het is een voorstelling van een natuurlijke landschap, dat naar de Japanse esthetica is geperfectioneerd. Hetzelfde geldt voor bonsai, een traditie die zich heeft ontwikkeld onder invloed van het zen-boeddhisme. Bonsai heeft zijn wortels in de traditie van penjing en suiseki (kijk-steen) in die van gongshi.